# Zuzwill
Zuzwil és una comuna suïssa del cantó de Berna, situada en el districte de Berna-Mittelland (fins al 31 de desembre de 2009 es trobava al districte de Fraubrunnen). Limita al nord amb la comuna d'Iffwil, a l'occident amb Bangerten i Rapperswil, al sud amb Deisswil bei Münchenbuchsee i Ballmoos i a l'est amb Jegenstorf.

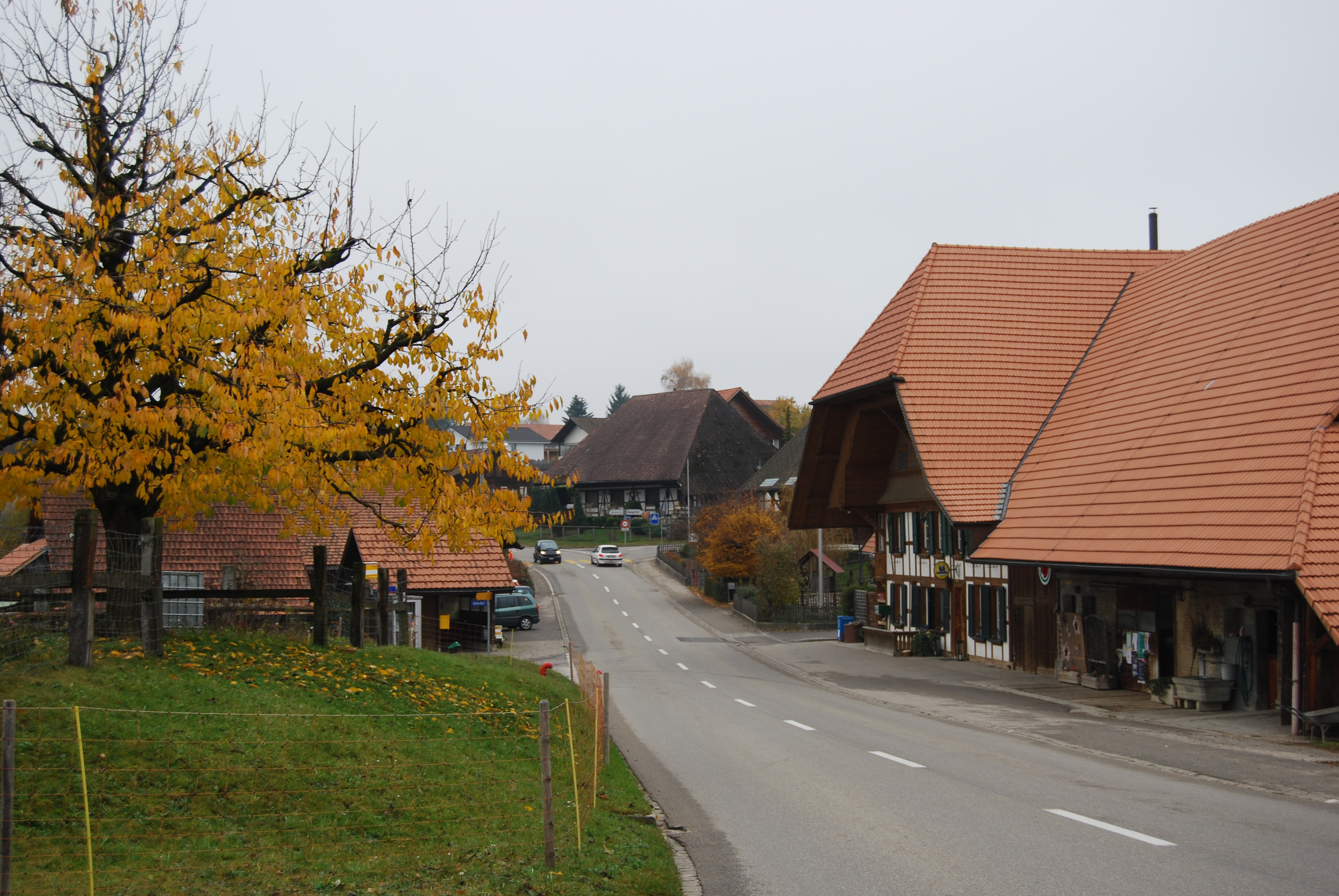
Zuzwil